# Kabaret TV
Kabaret TV é um canal de entretenimento polonês sobre cabarés, lançado em 1º de abril de 2024. O canal é propriedade da Wirtualna Polska Holding, proprietária de um dos maiores portais da web poloneses, o Wirtualna Polska.

## Programação

### Produção própria
- Mistrzowie kabaretu
- 1,2,3 Kabaret
- Kabaret na żądanie
- Kabaretowy śmiech grupowy